# Arnau Vilaró
 (mai 2025).
Motif : Aucune secondaire citée consacrant un contenu substantiel au sujet de l'article, ce ne sont que des mentions du nom ou des sources primaires ; la notoriété semble se restreindre à l'écriture d'un scénario et ne semble pas dissociable de cette œuvre
- Archive Wikiwix
- Bing
- Cairn
- DuckDuckGo
- E. Universalis
- Gallica
- Google
- G. Books
- G. News
- G. Scholar
- Persée
- Qwant
- (zh) Baidu
- (ru) Yandex
- (wd) trouver des œuvres sur Wikidata

| 1. | Préciser le motif de la pose du bandeau. | Précisez le motif de la pose du bandeau en utilisant la syntaxe suivante : {{admissibilité à vérifier\|date=mai 2025\|motif=remplacez ce texte par le motif}}                     |
| 2. | Informer les utilisateurs concernés.     | Pensez à avertir le créateur de l'article, par exemple, en insérant le code ci-dessous sur sa page de discussion : {{subst:avertissement admissibilité à vérifier\|Arnau Vilaró}} |

Arnau Vilaró (Bellvís, Espagne, 1986) est un scénariste, essayiste et professeur d'université espagnol, connu pour avoir écrit le scénario de Nos soleils (Alcarràs), lauréat de l'Ours d'or à la Berlinale 2022, et pour le livre La Caricia del Cine.

## Biographie
Diplômé en communication audiovisuelle de l'Université autonome de Barcelone et Docteur en études cinématographiques à l'Université Pompeu Fabra, il est scripte sur le film Été 93 (2017) de Carla Simón. Par la suite, ils coécrivent ensemble Nos soleils (Alcarràs) (2022), vainqueur de l'Ours d'or  à la Berlinale 2022. Fils d'agriculteurs de Lleida, le film s'inspire d'une partie de l'enfance et l'univers familial de Vilaró.
Il est professeur d'études cinématographiques à l'Université autonome de Barcelone, à l'Université ouverte de Catalogne et à Ecole Supérieure de Cinéma et Audiovisuel de Catalogne. En tant que chercheur, il a consacré son travail à l'étude du cinéma français et à la recension de l'œuvre de Gilles Deleuze. Il a développé sa carrière doctorale aux universités Sorbonne Nouvelle à Paris et à l'Institut de recherche esthétique de l'Université nationale autonome du Mexique, spécialisé dans l'histoire et l'esthétique du cinéma français. Il a publié dans des revues telles que Communication & Society, Historia y comunicación social, Cahiers du Grelcef, L'Atalante, Comparative Cinema, Secuencias, Zer, Área Abierta ou Çédille et est l'auteur de la monographie La Caricia del Cine (2017). Il a été commissaire des programmes de cinéma telles que Le corps et le lieu. Films autour d'Ana Mendieta (2019) au Musée du Jeu de Paume à Paris 7 et Revolución, je t'aime (2018) à la mairie de Barcelone (2018), avec Marina Vinyes.